# Rolla (Missouri)
Rolla is een plaats (city) in de Amerikaanse staat Missouri, en valt bestuurlijk gezien onder Phelps County.

## Demografie
Bij de volkstelling in 2000 werd het aantal inwoners vastgesteld op 16.367.
In 2006 is het aantal inwoners door het United States Census Bureau geschat op 17.985, een stijging van 1618 (9,9%).

## Geografie
Volgens het United States Census Bureau beslaat de plaats een oppervlakte van
29,3 km², geheel bestaande uit land. Rolla ligt op ongeveer 352 m boven zeeniveau.

## Plaatsen in de nabije omgeving
De onderstaande figuur toont nabijgelegen plaatsen in een straal van 32 km rond Rolla.